# Starfuckers, Inc.
«Starfuckers, Inc.» (también conocida cómo «Starsuckers, Inc.» en su forma editada) es el cuarto sencillo del álbum doble de Nine Inch Nails, The Fragile. Aunque la canción no tiene un halo oficial, un CD promocional titulado "Starsuckers, Inc." fue distribuido con ediciones para radio exclusivas, y un video para "Starsuckers, Inc." fue producido.

## La canción
"Starfuckers, Inc." es una de las canciones más pesadas de The Fragile. El estribillo está basado en guitarras de heavy metal y gritos. Las estrofas presentan un estilo de canto entrecortado y golpes de bajo. El outro introduce más sintetizadores, distorsión y efectos sonoros.
"Starfuckers, Inc." trata sobre la vanidad y la comercialización de la fama. La canción hace referencia directa a la canción "You're So Vain" de Carly Simon:

You're so vain
I bet you think this song is about you

Don't you?

Esta letra fue cambiada en la versión "Starsuckers, Inc." a:

Overplayed
And soon you'll make us forget about you

Won't you?

## Sencillo
"Starsuckers, Inc." fue lanzado como un CD promocional en Estados Unidos. Este contiene el tema original, una edición para la radio en la cual las palabra "starfuckers" es reemplazada por "Starsuckers", y el audio del video "Starsuckers, Inc." con cambios adicionales a las letras. Su número de catálogo en Nothing Records es INTR-10079-2.
"Starfuckers, Inc." fue también incluido como un lado B del primer sencillo de The Fragile, "The Day the World Went Away".

### Lista de temas
1. «Starsuckers, Inc.» [4:13]
2. «Starfuckers, Inc.» [4:06]
3. «Starsuckers, Inc.» (Video Versión) [4:18]

## Videoclip
El video de "Starfuckers, Inc" gira en torno a los mismos temas que la canción en una manera oscura y humorística. Reznor y una chica rubia dan un paseo en limusina hasta llegar a un parque de diversiones manejado por un hombre gordo. Junto a la rubia, Reznor realiza ataques certeros a imágenes de músicos famosos impresos en placas de cerámicas destruyéndolas (incluyendo a Marilyn Manson, Fred Durst, Mariah Carey, Michael Stipe, Billy Corgan y Gene Simmons), en algún momento se caen unos CD y se pueden ver los discos de Mechanical Animals y Smells Like Children de Marilyn Manson y The Downward Spiral de NIN. 
En su ataque a famosos como si estuviera lanzando en el baseball, Reznor apunta a los rostros de Billy Corgan y al de él mismo. 
El vídeo finaliza en la limusina en donde la compañera de Reznor se saca la rubia peluca para revelar su verdadera identidad, la cual resulta ser Marilyn Manson. 
Los seguidores interpretaron la participación de Manson en el vídeo como una muestra de que se había renovado la amistad entre Manson y Reznor tras la ruptura de esta hacia unos años.
- Datos: Q788587